# После Чернобыля
«После Чернобыля» — российско-украинский фильм ужасов в стиле мокьюментари, снятый режиссёром Игорем Кинько в 2021 году. Мировая премьера фильма состоялась 17 августа 2021 года. В США фильм вышел под названием «After Chernobyl».

## В ролях
- Ростислав Гулбис — Семён Гарин
- Александр Наумов — сотрудник станции
- Катрин Бадалян — Кейт
- Владимир Дыховичный — Том
- Майкл Гул — Дэйв
- Иван Ивашкин — Стив
- Татьяна Семенюк — Галя
- Диана Барыбина — маленькая Галя
- Татьяна Корнета — бабушка Гали
- Роберт Фишман — дедушка Гали
- Марк Барыбин — мальчик из двора
- Сергей Амбалов — военный
- Никита Мучкаев — военный
- Ирина Барыбина — сотрудник станции
- Майкл Голодный — Дэйв

## Производство
Съёмки фильма начались в 2013 году, но вышел в прокат он только в 2021. По словам режиссёра, «выпустить фильм раньше помешали нехватка бюджета и занятость на основных работах». Съёмки фильма проходили в Припяти.

## Критика
Фильм получил в основном негативные отзывы. Алексей Абросимов в своей рецензии, опубликованной в журнале «Darker» в номере 6 отозвался о фильме крайне негативно, раскритиковав сюжет фильма и назвав его сценарий «нелогичным и нелепым, зато с пропагандистским акцентом», и что «зритель, посмотревший фильм пожалеет о бездарно потраченном времени».